# Watertoren (Ulft)
De watertoren van Ulft staat op het Beltman-terrein dat deel uitmaakt van het voormalige DRU-complex, dit terrein is aangewezen als industrieel erfgoed.
Op de toren staat 1754 geschreven, in dat jaar werd hoogoven en ijzergieterij de Olde Hut gesticht. Nadat het bedrijf was overgenomen door de heren Diepenbrock en Reigers werd de naam DRU; Diepenbrock en Reigers te Ulft. In 1913 werd het Beltmancomplex gebouwd waarvan de watertoren deel van uitmaakt. Sinds de herstructurering van het gebied hoort het Beltmancomplex bij de DRU Industriepark en wordt voor woningen gebruikt.